# Bitwa pod Wąsoszem
Bitwa pod Wąsoszem – potyczka stoczona 23 kwietnia 1863 roku pomiędzy powstańcami styczniowymi mjr. Aleksandra Lütticha a wojskami rosyjskimi pod dowództwem pułkownika Suwarowa.

## Przebieg bitwy
Naczelnik wojskowy powiatu wieluńskiego, mjr Aleksander Lüttich, 23 kwietnia 1863r w godzinach porannych otrzymał informację, że płk. Suwarow z dwoma rotami piechoty (400 żołnierzy) i 50 kozakami wyruszył z Działoszyna w kierunku Parzymiech. Lüttich nie chcąc przyjąć bitwy i obawiając się okrążenia, wydał rozkaz wymarszu w kierunku lasów więckich w pobliżu Wąsosza, gdzie dotarł wczesnym popołudniem.
Po otrzymaniu wiadomości od zwiadowców, że Rosjanie zmienili kierunek marszu i znajdują się w pobliżu, w rębielickich lasach, postanowił przyjąć bitwę. Zarządził dwugodzinny odpoczynek, po czym jego żołnierze zajęli dogodne pozycje na skraju lasu. Około 16 czaty dały znak, że pojawił się wróg. Ponieważ inne informacje zwiadu wskazywały na możliwość ataku z tyłu, Lüttich przegrupował swój oddział. Powstańcy cofnęli się około pól wiorsty1. Przypadkowy wystrzał zdradził rosyjskie pozycje w gąszczu leśnym i pozwolił uniknąć zasadzki. Samo starcie było głównie wymianą ognia z broni strzeleckiej. Kosynierzy nie mogli wziąć udziału w bitwie, gdyż Rosjanie nie opuszczali swoich pozycji, unikając walki wręcz. Bitwa trwała około 1,5 godziny. Lüttich obawiając się nadciągających rosyjskich posiłków, oderwał oddział od wroga i wycofał się za Wartę.
Bitwa była nie rozstrzygnięta. Poległo 34 powstańców, wśród rannych był Juliusz de la Croix. Straty rosyjskie Lüttich określił w swoim sprawozdaniu dla  rządu powstańczego jako znaczne, świadczy o tym brak pościgu za Polakami.
Polegli powstańcy spoczywają we wspólnej mogile na cmentarzu w Wąsoszu Górnym. Znani z imienia i nazwiska są:
- Piotr Czajkowski, lat 20, cukiernik z Czastarów.
- Paweł Fikier, lat 20, kowal z Rędzin pod Częstochową.
- Marian Kurowski, lat 24, syn dzierżawcy z Brodów, pow. Wieluń.
- Robert Langkammer, lat 22, mechanik z Wielunia, ur. w Piotrkowie.
- Kazimierz Michalski, lat 34, ur. w Węgleszynie, syn dzierżawcy z Czastarów, pow. Wieluń.
- Antoni Nikiel, lat 30, ogrodnik z Mokrska, pow. Wieluń.
- Kazimierz Nowakowski, lat 28, ur. w poznańskim, nauczyciel z Naramic.
- Tadeusz Psarski, lat 21, syn właściciela dóbr Dębina k. Osjakowa, pow.Wieluń[2].
- Juliusz Siewierski, lat 28, z Częstochowy.
- Zygmunt Siwik, lat 20, uczeń z Wielunia.
- Wojciech Sobolewski, lat 24, z Wieruszowa.
- Antoni Stachurski, lat 22, kancelista sądu w Lublinie, ur. w Kaliszu.
- Aleksander Szwarc, lat 20 syn dzierżawcy z Białej, pow. Wieluń.
- Jakub Śliwicki, lat 41, chirurg (felczer) szpitala w Wieluniu.
- Teofil Tiliż, lat 25, szewc z Wielunia.
- Józef Wieczorkiewicz, lat 24, ur. w Pajęcznie, z Czarnożył.